# Faber Drive
Faber Drive - канадський поп-панк гурт, який сформувався в Британської Колумбії. Вони гастролювали з такими гуртами, як Hedley, Marianas Trench, Simple Plan, Metro Station, The New Cities і Stereos. Гурт дуже популярний в Канаді.

## Учасники гурту

### Теперішні учасники
- Дейв Фабер (Dave Faber) - провідний вокал, ритм-гітара (2004-теперішній час)
- Джеремі Лідл (Jeremy Liddle) - бас-гітара, бек-вокал (2004-теперішній час)
- Джордан Прітчет (Jordan Pritchett) - гітара, бек-вокал (2009-теперішній час)
- Ендрю Стрік (Andrew Stricko) - ударні, бек-вокал (2009-теперішній час)

### Колишні учасники
- Рей Булл (Ray Bull) - ударні, бек-вокал (2004-2008)
- Девід Хінслі (David Hinsley) - гітара, бек-вокал (2004-2008)
- Келвін Лехнер (Calvin Lechner) - ударні (2008-2009)

### Тимчасові учасники
- Зуббін Тхаккар (Zubbin Thakkar) - гітара, бек-вокал (2008)

## Дискографія

### Альбоми
- Seven Second Surgery (2007)
- can'T keEp A SecrEt (2009)

### Сингли
| Рік  | Назва                                                       | Позиція в чарті  | Позиція в чарті              | Альбом               | Сертифікації        |
| Рік  | Назва                                                       | Canadian Hot 100 | Hot Canadian Digital Singles | Альбом               | Сертифікації        |
| ---- | ----------------------------------------------------------- | ---------------- | ---------------------------- | -------------------- | ------------------- |
| 2007 | "Second Chance"                                             | 22               | 65                           | Seven Second Surgery | –                   |
| 2007 | "Tongue Tied"                                               | 17               | 21                           | Seven Second Surgery | Золото (Канада)     |
| 2008 | "When I'm With You"                                         | 19               | 38                           | Seven Second Surgery | Золото (Канада)     |
| 2008 | "Sleepless Nights (Never Let Her Go)(featuring Brian Melo)" | –                | –                            | Seven Second Surgery | –                   |
| 2009 | "G-Get Up and Dance"                                        | 6                | –                            | can'T keEp A SecrEt  | 2x Платина (Канада) |
| 2009 | "Give Him Up"                                               | 26               | –                            | can'T keEp A SecrEt  | Платина (Канада)    |
| 2010 | "You and I Tonight"                                         | 10               | –                            | can'T keEp A SecrEt  | –                   |
| 2010 | "The Payoff"                                                | –                | –                            | can'T keEp A SecrEt  | –                   |

## Нагороди і номінації
| Рік  | Номінована пісня | Нагорода                                                             | Результат  |
| ---- | ---------------- | -------------------------------------------------------------------- | ---------- |
| 2007 | «Tongue Tied»    | SOCAN No.1 song award                                                | Виграли    |
| 2008 | «Second Chance»  | Canadian Radio Music Awards for Best New Group (Hot A/C) of the Year | Виграли    |
| 2008 | «Second Chance»  | Juno for Best New Group of the Year                                  | Номіновані |